# العلاقات الإثيوبية السريلانكية
العلاقات الإثيوبية السريلانكية هي العلاقات الثنائية التي تجمع بين إثيوبيا وسريلانكا.

## مقارنة بين البلدين
هذه مقارنة عامة ومرجعية للدولتين:
| وجه المقارنة                                              | إثيوبيا                        | سريلانكا                         |
| --------------------------------------------------------- | ------------------------------ | -------------------------------- |
| المساحة (كم2)                                             | 1.10 مليون                     | 65.61 ألف                        |
| عدد السكان (نسمة)                                         | 104.96 مليون                   | 21.44 مليون                      |
| الكثافة السكانية (ن./كم²)                                 | 95.42                          | 326.78                           |
| العاصمة                                                   | أديس أبابا                     | سري جاياواردنابورا كوتي، كولمبو  |
| اللغة الرسمية                                             | اللغة الأمهرية                 | اللغة السنهالية، اللغة التاميلية |
| العملة                                                    | بير إثيوبي                     | روبية سريلانكي                   |
| الناتج المحلي الإجمالي (بليون دولار)                      | 80.56 مليار                    | 87.17 مليار                      |
| الناتج المحلي الإجمالي (تعادل القوة الشرائية) بليون دولار | 161.90 مليار                   | 246.62 مليار                     |
| الناتج المحلي الإجمالي الاسمي للفرد دولار أمريكي          | 619                            | 3.93 ألف                         |
| الناتج المحلي الإجمالي للفرد دولار أمريكي                 | 1.50 ألف                       | 11.11 ألف                        |
| مؤشر التنمية البشرية                                      | 0.442                          | 0.757                            |
| رمز المكالمات الدولي                                      | +251                           | +94                              |
| رمز الإنترنت                                              | .et                            | .lk،                             |
| المنطقة الزمنية                                           | ت ع م+03:00، توقيت شرق أفريقيا | ت ع م+05:30                      |

## منظمات دولية مشتركة
يشترك البلدان في عضوية مجموعة من المنظمات الدولية، منها:
| علم المنظمة | اسم المنظمة                        | تاريخ انضمام إثيوبيا | تاريخ انضمام سريلانكا |
| ----------- | ---------------------------------- | -------------------- | --------------------- |
|             | الاتحاد البريدي العالمي            | ?                    | ?                     |
|             | مؤسسة التنمية الدولية              | 11 أبريل 1961        | 27 يونيو 1961         |
|             | منظمة حظر الأسلحة الكيميائية       | ?                    | ?                     |
|             | الأمم المتحدة                      | 13 نوفمبر 1945       | 14 ديسمبر 1955        |
|             | وكالة ضمان الاستثمار متعدد الأطراف | 13 أغسطس 1991        | 27 مايو 1988          |
|             | منظمة الشرطة الجنائية الدولية      | ?                    | ?                     |
|             | مؤسسة التمويل الدولية              | 20 يوليو 1956        | 20 يوليو 1956         |
|             | البنك الدولي للإنشاء والتعمير      | 27 ديسمبر 1945       | 29 أغسطس 1950         |
|             | الاتحاد الدولي للاتصالات           | 20 فبراير 1932       | 1897                  |
|             | يونسكو                             | 1 يوليو 1955         | 14 نوفمبر 1949        |

## وصلات خارجية
- موقع وزارة الخارجية الإثيوبية
- موقع وزارة الخارجية السريلانكية